# Leichtathletik-Europameisterschaften 1978/100 m der Frauen

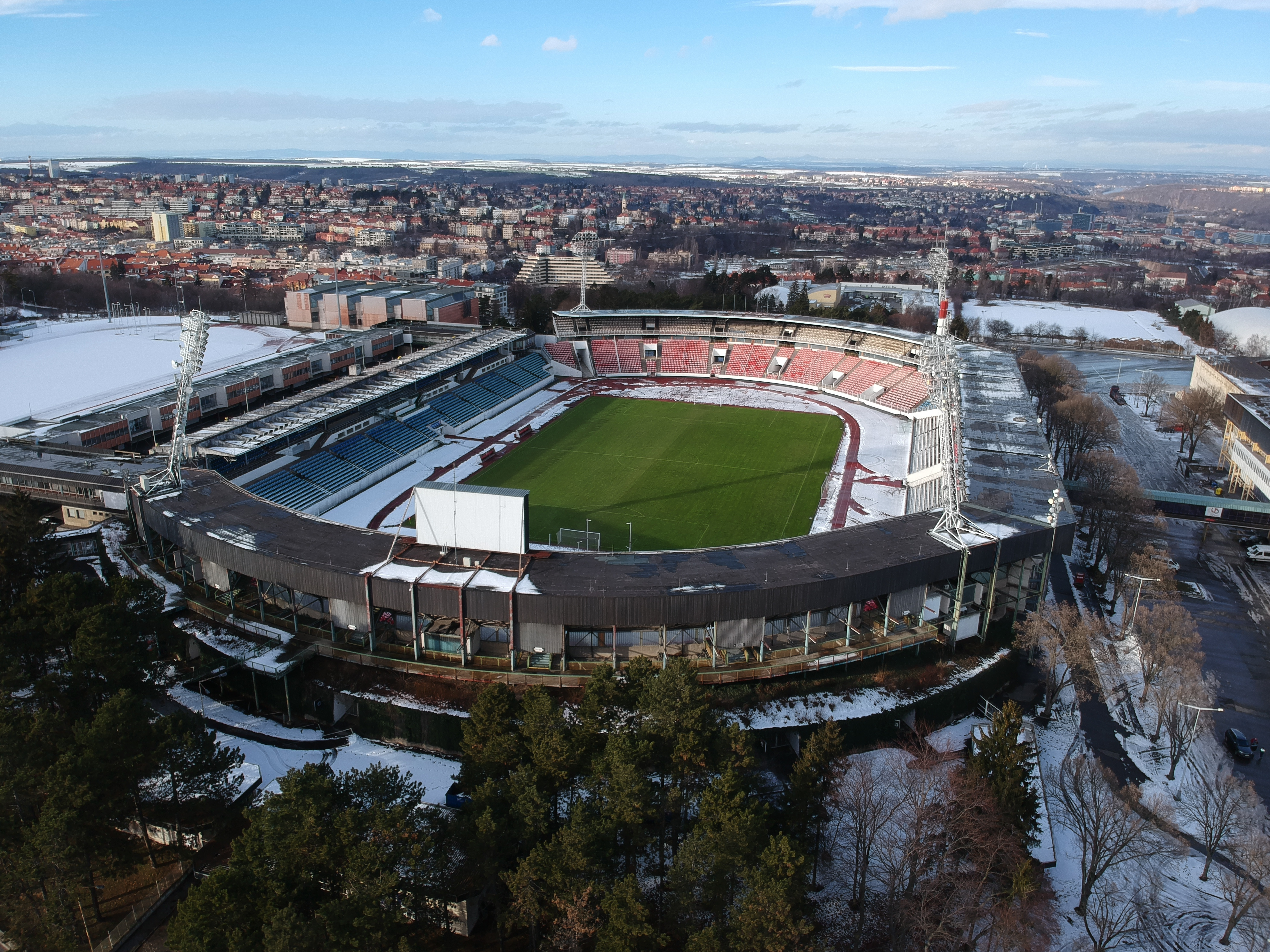
Das Stadion Evžena Rošického von Prag im Jahr 2009

Der 100-Meter-Lauf der Frauen bei den Leichtathletik-Europameisterschaften 1978 wurde am 29. und 30. August 1978 im Stadion Evžena Rošického von Prag ausgetragen.
Europameisterin wurde die Weltrekordinhaberin Marlies Göhr aus der DDR. Sie gewann vor der Schwedin Linda Haglund. Bronze ging an die sowjetische Sprinterin Ljudmila Maslakowa.

## Rekorde

### Bestehende Rekorde
| Weltrekord           | 10,88 s | Marlies Göhr    | Dresden, DDR (heute Deutschland) | 1. Juli 1977      |
| Europarekord         | 10,88 s | Marlies Göhr    | Dresden, DDR (heute Deutschland) | 1. Juli 1977      |
| Meisterschaftsrekord | 11,14 s | Irena Szewińska | EM Rom, Italien                  | 3. September 1974 |

### Rekordverbesserung
Europameisterin Marlies Göhr aus der DDR verbesserte den bestehenden EM-Rekord im Finale am 30. August um eine Hundertstelsekunde auf 11,13 s. Zu ihrem eigenen Welt- und Europarekord fehlten ihr 25 Hundertstelsekunden.

## Legende
Kurze Übersicht zur Bedeutung der Symbolik – so üblicherweise auch in sonstigen Veröffentlichungen verwendet:
| CR    | Championshiprekord    |
| NU20R | Nationaler U20-Rekord |

## Vorrunde
29. August 1978
Die Vorrunde wurde in drei Läufen durchgeführt. Die ersten vier Athletinnen pro Lauf – hellblau unterlegt – sowie die darüber hinaus vier zeitschnellsten Läuferinnen – hellgrün unterlegt – qualifizierten sich für das Halbfinale.

### Vorlauf 1
Wind: ±0,0 m/s
| Platz | Name                 | Nation         | Zeit (s) |
| ----- | -------------------- | -------------- | -------- |
| 1     | Marlies Göhr         | DDR            | 11,34    |
| 2     | Ljudmila Kondratjewa | Sowjetunion    | 11,41    |
| 3     | Laura Miano          | Italien        | 11,52    |
| 4     | Beverley Callender   | Großbritannien | 11,53    |
| 5     | Helinä Marjamaa      | Finnland       | 11,58    |
| 6     | Annie Alize          | Frankreich     | 11,61    |
| 7     | Elvira Possekel      | BR Deutschland | 11,82    |
| 8     | Tilly Verhoef        | Niederlande    | 12,04    |

### Vorlauf 2
Wind: ±0,0 m/s
| Platz | Name                | Nation           | Zeit (s) |
| ----- | ------------------- | ---------------- | -------- |
| 1     | Ljudmila Maslakowa  | Sowjetunion      | 11,23    |
| 2     | Sonia Lannaman      | Großbritannien   | 11,54    |
| 3     | Iwanka Walkowa      | Bulgarien        | 11,61    |
| 4     | Michelle Walsh      | Irland           | 11,70    |
| 5     | Véronique Rosset    | Frankreich       | 11,77    |
| 6     | Petra Sharp         | BR Deutschland   | 11,84    |
| 7     | Brigitte Haest      | Österreich       | 11,89    |
| 8     | Ludmila Jimramovská | Tschechoslowakei | 11,91    |

### Vorlauf 3
Wind: ±0,0 m/s
| Platz | Name                  | Nation      | Zeit (s)    |
| ----- | --------------------- | ----------- | ----------- |
| 1     | Linda Haglund         | Schweden    | 11,24 NU20R |
| 2     | Chantal Réga          | Frankreich  | 11,38       |
| 3     | Ljudmila Storoschkowa | Sowjetunion | 11,38       |
| 4     | Monika Hamann         | DDR         | 11,52       |
| 5     | Sofka Popowa          | Bulgarien   | 11,65       |
| 6     | Grazyna Holik         | Polen       | 11,90       |
| 7     | Ellie Henzen          | Niederlande | 12,04       |

## Halbfinale
30. August 1978, 17:00 Uhr
In den beiden Halbfinalläufen qualifizierten sich die jeweils ersten vier Athletinnen – hellblau unterlegt – für das Finale.

### Lauf 1
Wind: −1,1 m/s
| Platz | Name                 | Nation         | Zeit (s) |
| ----- | -------------------- | -------------- | -------- |
| 1     | Marlies Göhr         | DDR            | 11,27    |
| 2     | Monika Hamann        | DDR            | 11,43    |
| 3     | Ljudmila Kondratjewa | Sowjetunion    | 11,51    |
| 4     | Sonia Lannaman       | Großbritannien | 11,54    |
| 5     | Laura Miano          | Italien        | 11,71    |
| 6     | Véronique Rosset     | Frankreich     | 11,80    |
| 7     | Sofka Popowa         | Bulgarien      | 11,87    |
| 8     | Annie Alize          | Frankreich     | 11,87    |

### Lauf 2
Wind: −1,5 m/s
| Platz | Name                  | Nation         | Zeit (s) |
| ----- | --------------------- | -------------- | -------- |
| 1     | Ljudmila Maslakowa    | Sowjetunion    | 11,42    |
| 2     | Linda Haglund         | Schweden       | 11,47    |
| 3     | Ljudmila Storoschkowa | Sowjetunion    | 11,52    |
| 4     | Chantal Réga          | Frankreich     | 11,59    |
| 5     | Beverley Callender    | Großbritannien | 11,72    |
| 6     | Iwanka Walkowa        | Bulgarien      | 11,80    |
| 7     | Helinä Marjamaa       | Finnland       | 11,82    |
| 8     | Michelle Walsh        | Irland         | 11,95    |

## Finale
30. August 1978, 18:20 Uhr
Wind: ±0,0 m/s
| Platz | Name                  | Nation         | Zeit (s) |
| ----- | --------------------- | -------------- | -------- |
| 1     | Marlies Göhr          | DDR            | 11,13 CR |
| 2     | Linda Haglund         | Schweden       | 11,29    |
| 3     | Ljudmila Maslakowa    | Sowjetunion    | 11,31    |
| 4     | Monika Hamann         | DDR            | 11,33    |
| 5     | Ljudmila Storoschkowa | Sowjetunion    | 11,33    |
| 6     | Ljudmila Kondratjewa  | Sowjetunion    | 11,38    |
| 7     | Chantal Réga          | Frankreich     | 11,49    |
| 8     | Sonia Lannaman        | Großbritannien | 11,67    |

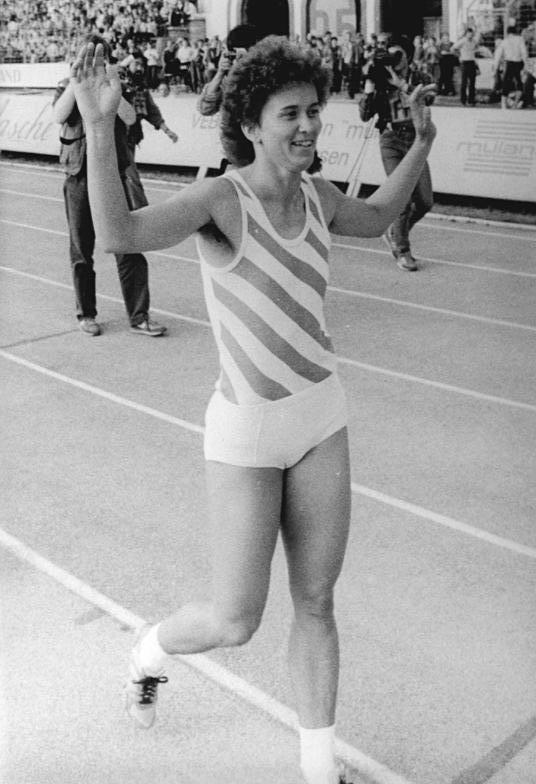
Marlies Göhr – Europameisterin mit
EM-Rekord – hatte noch viele weitere Erfolge vor sich

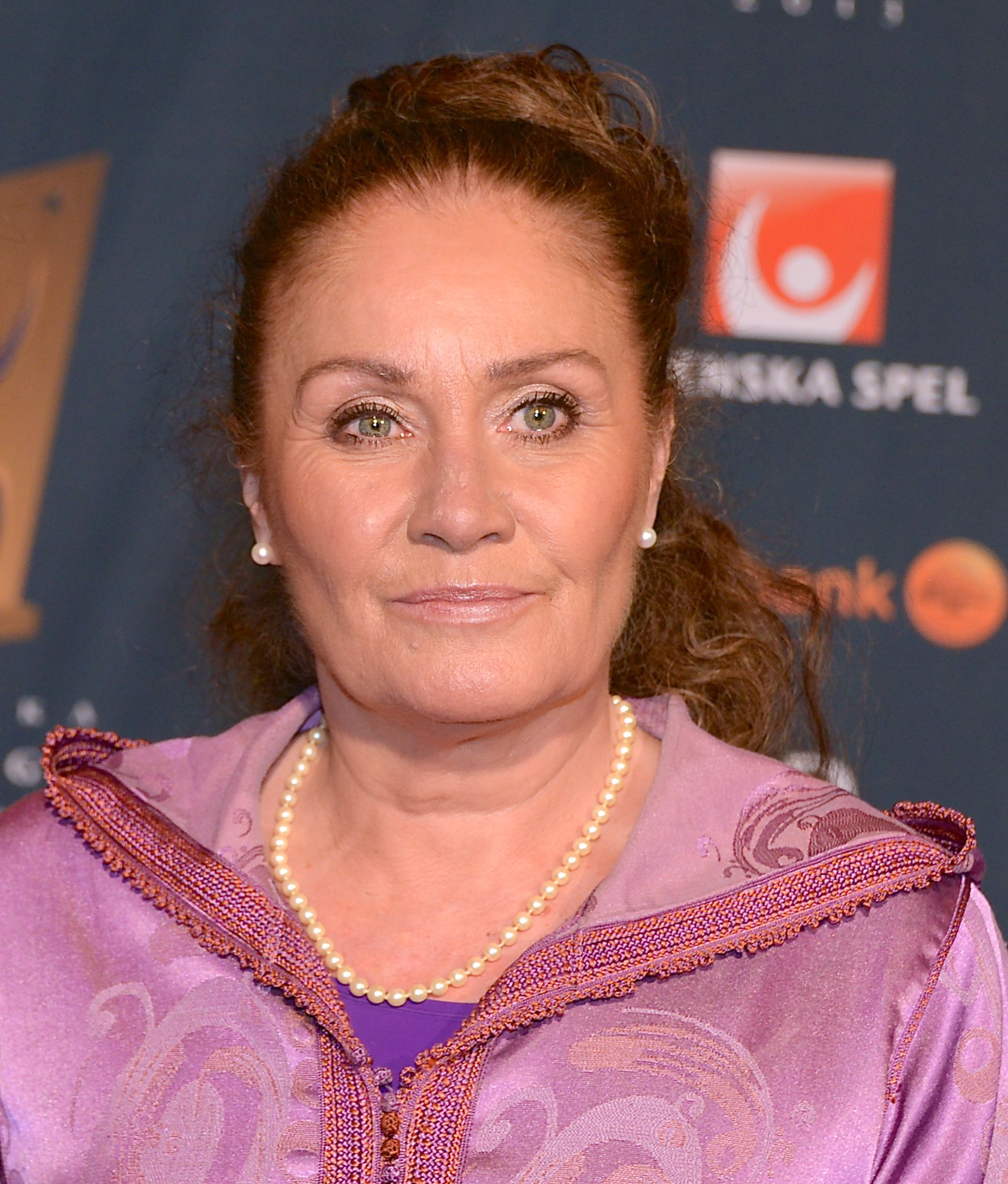
Vizeeuropameisterin Linda Haglund (auf dem Foto im Jahr 2013)  – vier Jahre zuvor war sie im Halbfinale ausgeschieden
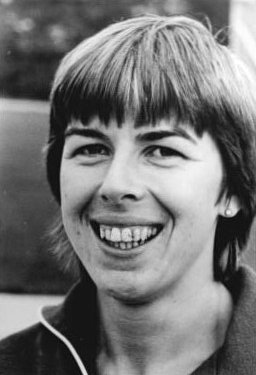
Monika Hamann kam wie zwei Tage später über 200 Meter auf den vierten Platz, Bronze verpasste sie wie die fünftplatzierte Ljudmila Kondratjewa hier nur um zwei Hundertstelsekunden